# Weinstraße 40 (Deidesheim)
Das Gebäude Weinstraße 40 ist ein Vierseithof in der pfälzischen Kleinstadt Deidesheim. Es ist auch bekannt als „Weingut Dietz-Matti“, welches in dem Gebäude früher angesiedelt war. Nach dem Denkmalschutzgesetz des Landes Rheinland-Pfalz gilt es als Kulturdenkmal.

## Lage
Das Gebäude liegt im Zentrum der Stadt an der Ecke Heumarktstraße/Deutsche Weinstraße. Nördlich des Gebäudes, auf der gegenüberliegenden Seite der Heumarktstraße, liegt das historische Rathaus der Stadt. Gegenüber, auf der anderen Seite der Deutschen Weinstraße, liegen das Gasthaus zur Kanne und das Gästehaus Ritter von Böhl.

## Gebäude

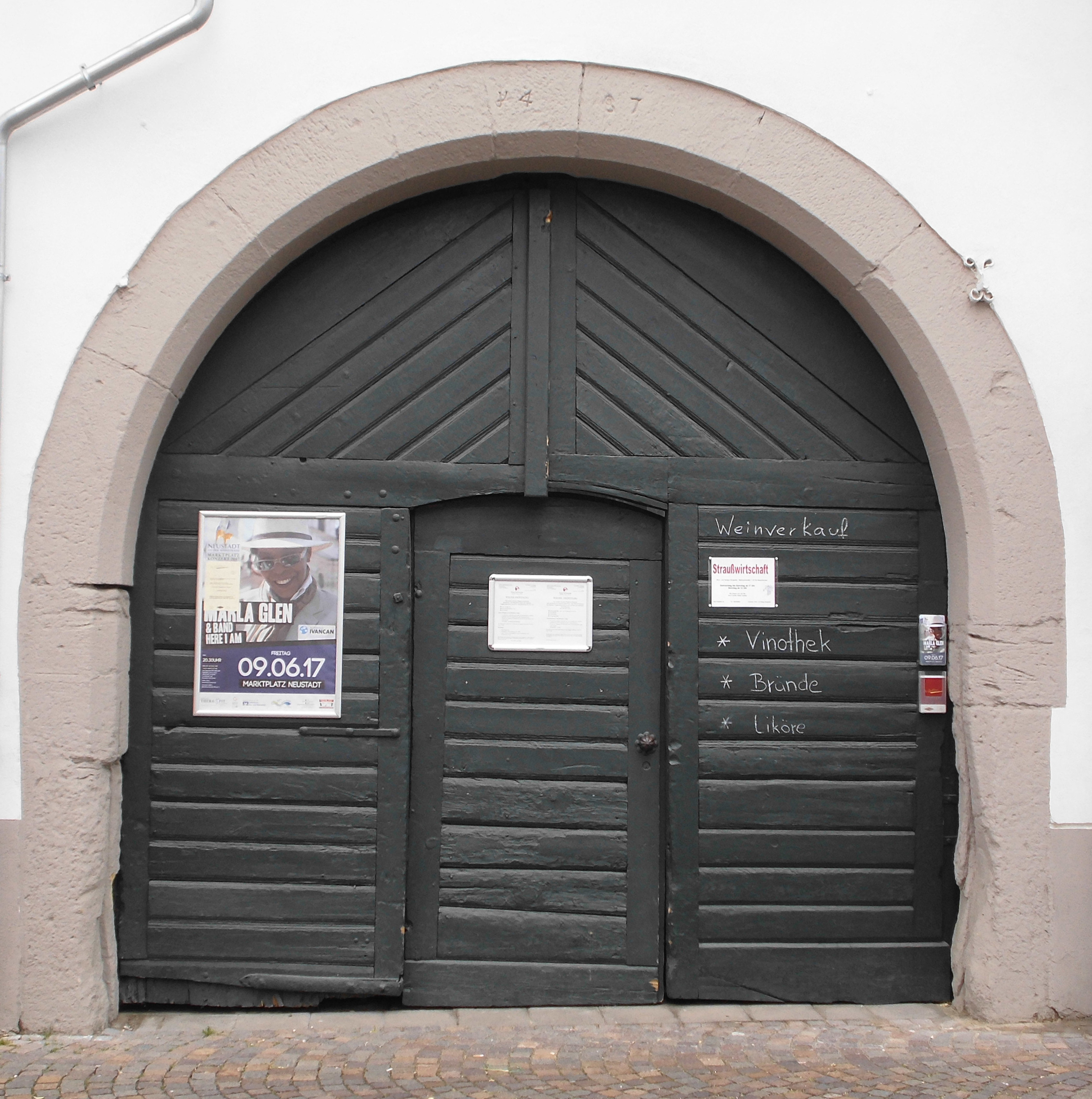
Torfahrt, bezeichnet mit der Jahreszahl 1487

Es handelt sich bei dem Gebäude um einen großvolumigen, zweigeschossigen Vierseithof in einer in Deidesheim seltenen Mischbauweise. Das Wohnhaus an der Ecke Heumarktstraße/Deutsche Weinstraße besteht aus zwei langen Gebäudeflügeln. Sein Erdgeschoss ist verputzt, die Fenster sind mit Sandsteinrahmen versehen. Bei der Durchfahrt wurde die Jahreszahl 1487 nachgezeichnet, dies könnte bedeuten, dass das Erdgeschoss in seinem Kern aus dem 15. Jahrhundert stammt; es ist allerdings auch denkbar, dass die Jahreszahl falsch nachgezeichnet wurde und eigentlich 1687 oder 1787 heißen müsste. Das Fachwerkobergeschoss stammt aus der Zeit um 1700, es wurde später aber zum Teil ersetzt. Das Dach, mit kleinen Schleppgauben versehen und mit Biberschwänzen gedeckt, stammt wohl aus dem 18. Jahrhundert. Der markante Fachwerkerker an der Nordostecke des Hauses stammt ebenfalls aus dem 18. Jahrhundert, er musste nach einer Beschädigung 1992 teilweise erneuert werden. Seine glockenförmige, mit Schiefer gedeckte Haube stammt aus dem 19. Jahrhundert.
Hier befand sich von 1496 bis 1843, nach anderer Quelle bis 1845, das Gasthaus „Zum Schwanen“, später beherbergte das Gebäude das Weingut „Dietz-Matti“. 2018 wurde hier wieder ein Gasthof eröffnet, der wie früher „Zum Schwanen“ heißt.